# Zentralfriedhof Lüneburg

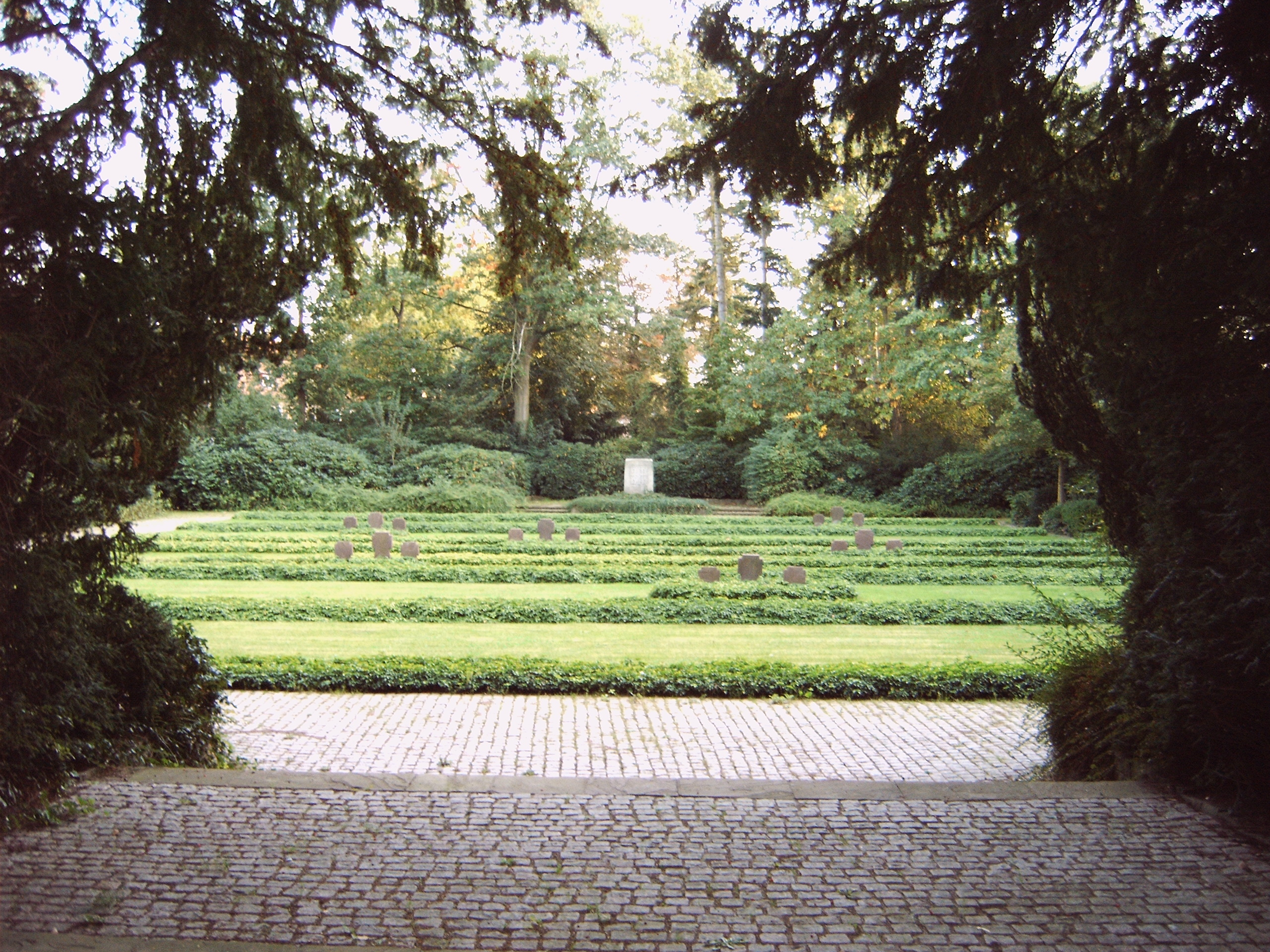
Zentralfriedhof Lüneburg: Kriegsgräberstätte der Gefallenen 1945

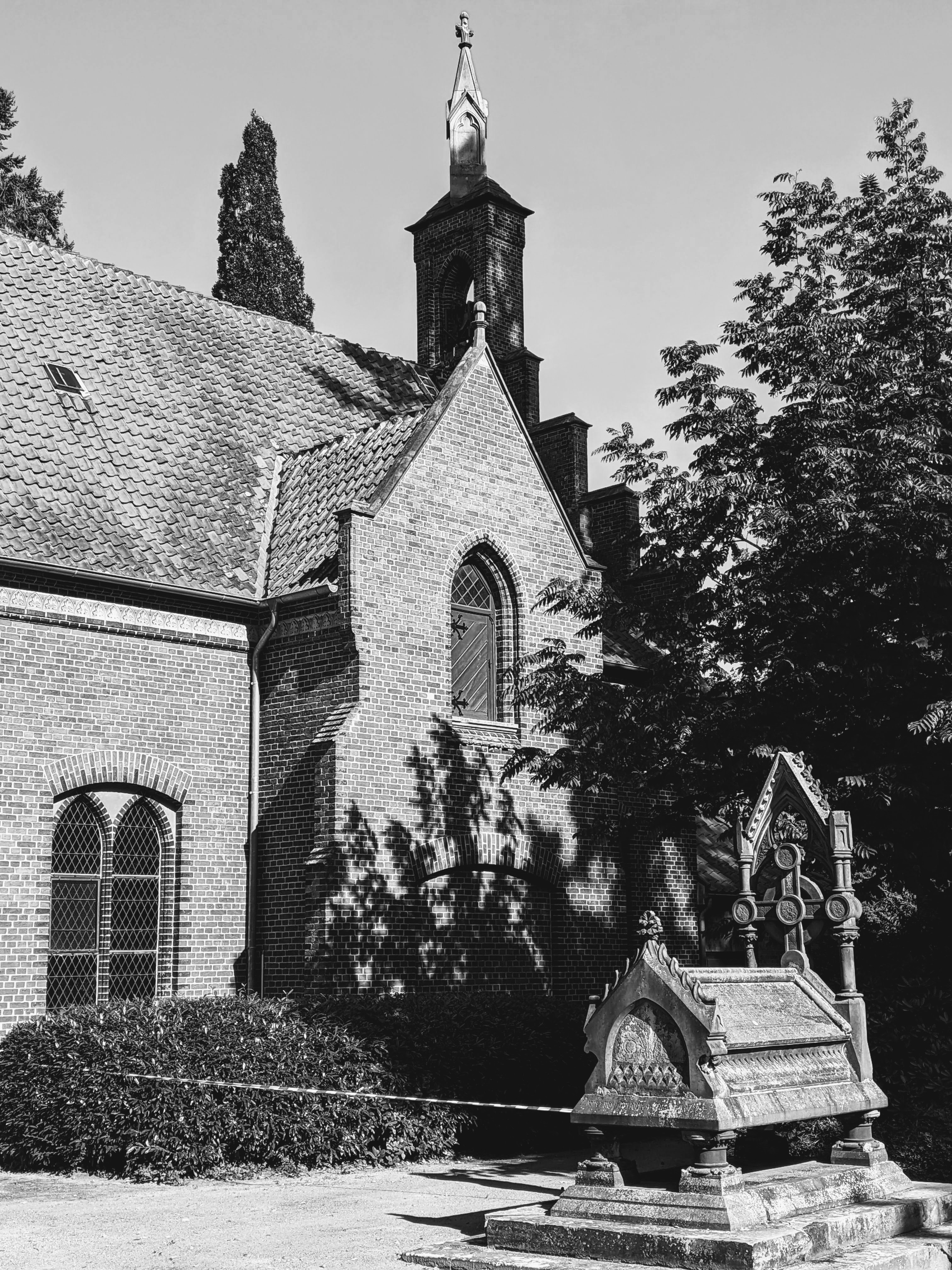
Trauerhalle Zentralfriedhof Lüneburg

Der Zentralfriedhof Lüneburg besteht seit 1876. Er umfasst eine Fläche von 12,9 Hektar und befindet sich an der Soltauer Straße im Lüneburger Stadtteil Mittelfeld. Der Friedhof enthält 15.000 Grabsteine. Er ist nach dem Waldfriedhof im Stadtteil Kaltenmoor mit 24,1 Hektar Fläche und 20.000 Grabsteinen der zweitgrößte Friedhof der Stadt Lüneburg.

## Geschichte
Als der Platz auf dem Gertrudenfriedhof und dem St. Antonifriedhof nicht mehr ausreichte, wurde gegen Ende des 19. Jahrhunderts nach langen Verhandlungen ein großer Sammelfriedhof an der Soltauer Straße angelegt, der jahrzehntelang der St. Johanniskirche unterstand. Laut Wilhelm Friedrich Volger fand die erste Beisetzung dort im Jahre 1876 statt. 1883 wurde die neugotische Friedhofskapelle eingeweiht. Zwischen 1907 und 1933 erfolgten Erweiterungen des Friedhofs. Im April 1966 wurde der Zentralfriedhof durch die Stadt Lüneburg übernommen, jedoch erst ab 1983 für weitere Bestattungen freigegeben. In der gesamten Anlage wurden sechs Kriegsgräberstätten angelegt, darunter eine für Opfer des Hamburger Feuersturms von 1943. Auf dem Ehrenhain III findet unter Leitung des VDK alljährlich eine Gedenkfeier am Volkstrauertag statt.

## Grabstätten bekannter Persönlichkeiten
- Ernst Braune (1879–1954), Oberbürgermeister
- Erich Dieckmann (1885–1953), Oberbürgermeister
- Robert Frenzel (1888–1977), Schulleiter, Gründer der Abendoberschule Lüneburg
- Marga Jess (1885–1953), erste deutsche Goldschmiedemeisterin[3]
- Georg Keferstein (1831–1907), Oberbürgermeister
- Franz Krüger (1873–1936), Architekt[4]
- Otto Lauenstein (1829–1902), Oberbürgermeister
- Helmut R. Leppien (1933–2007), Kunsthistoriker und Museumsdirektor
- Erhard Milch (1892–1972), Generalfeldmarschall
- Horst Nickel (1918–1987), Oberbürgermeister
- Georg Niepel (1923–2020), Richter am Bundesgerichtshof
- Bernd Ohnesorge (1944–1987), Tierpräparator und Agent
- Siegfried Ruff (1895–1946), Generalleutnant[5]
- Joachim Sanden (1965–2017), Jurist
- Jens Schreiber (1942–2002), Oberbürgermeister
- Hans Schröder (1887–1954), Kunsthistoriker und Museumsdirektor
- Heinrich Spitta (1902–1972), Komponist und Musikwissenschaftler
- Kurt von Tippelskirch (1891–1957), General[6]
- Horst Uffhausen (1909–1999), Richter
- Wilhelm Wetzel (1902–1976), Oberbürgermeister
- Walter Zechlin (1879–1962), Diplomat